# Europska služba za vanjsko djelovanje
Europska služba za vanjsko djelovanje (kratica EEAS ili EAS od engleskoga: European External Action Service)  funkcionalno je autonomno tijelo Europske unije (tijelo sui generis) pod nadležnošću Visokog predstavnika Unije za vanjske poslove i sigurnosnu politiku. EEAS je jedinstvena i neovisna od drugih institucija EU, formirana spajanjem odjela za vanjske odnose Vijeća EU i Europske komisije, odvojena je od Glavnog tajništva Vijeća i Europske komisije, ima pravnu sposobnost potrebnu za obavljanje svojih zadaća i postignuće svojih ciljeva, kao i vlastiti proračun.
Osnivanje Europske službe vanjskih poslova omogućio je Lisabonski ugovor koji je stupio na snagu 1. prosinca 2009. godine, započelo s radom 1. prosinca 2010. Cilj EEAS je učiniti vanjsku politiku EU-a dosljednijom i učinkovitijom, čime bi se pojačao utjecaj EU u svijetu. EEAS će pomoći Visokoj povjerenici za vanjske poslove i sigurnost u izvršavanju njezinog mandata. Služba će raditi u suradnji s diplomatskim službama država članica, a činit će je dužnosnici iz odgovarajućih sektora Glavnog tajništva Vijeća i Komisije, te osoblje dodijeljeno iz nacionalnih diplomatskih službi država članica.

## Pravna osnova
Članak 27.(3) Ugovora o Europskoj uniji predstavlja pravnu osnovu za donošenje odluke Europske komisije o organizaciji i djelovanju EEAS: U ispunjavanju svog mandata, Visokom predstavniku pomaže Europska služba vanjskih poslova. Ova služba djeluje u suradnji s diplomatskim službama država članica i čine je službenici odgovarajućih odjela Glavnog tajništva Vijeća i Komisije, kao i osoblja upućenog iz nacionalnih diplomatskih službi država članica. Organizacija i djelovanje Europske službe vanjskih poslova ustanovljuje se odlukom Vijeća. Vijeće djeluje na prijedlog Visokog predtavnika nakon savjetovanja s Europskim parlamentom i nakon dobivanja pristanka Komisije.